# Дацко Антон Володимирович
Анто́н Володи́мирович Дацко́ (нар. 24 травня 1983, Буськ) — український фехтувальник на візках, майстер спорту України міжнародного класу, багаторазовий призер і переможець Чемпіонатів і Кубків України, Європи та Світу в особистих і командних змаганнях, срібний призер Літніх Паралімпійських ігор 2012 року, чемпіон Літніх Паралімпійських ігор 2016 року.
Займається у секції фехтування Львівського обласного центру «Інваспорт».
Користується інвалідним візком.

## Біографія

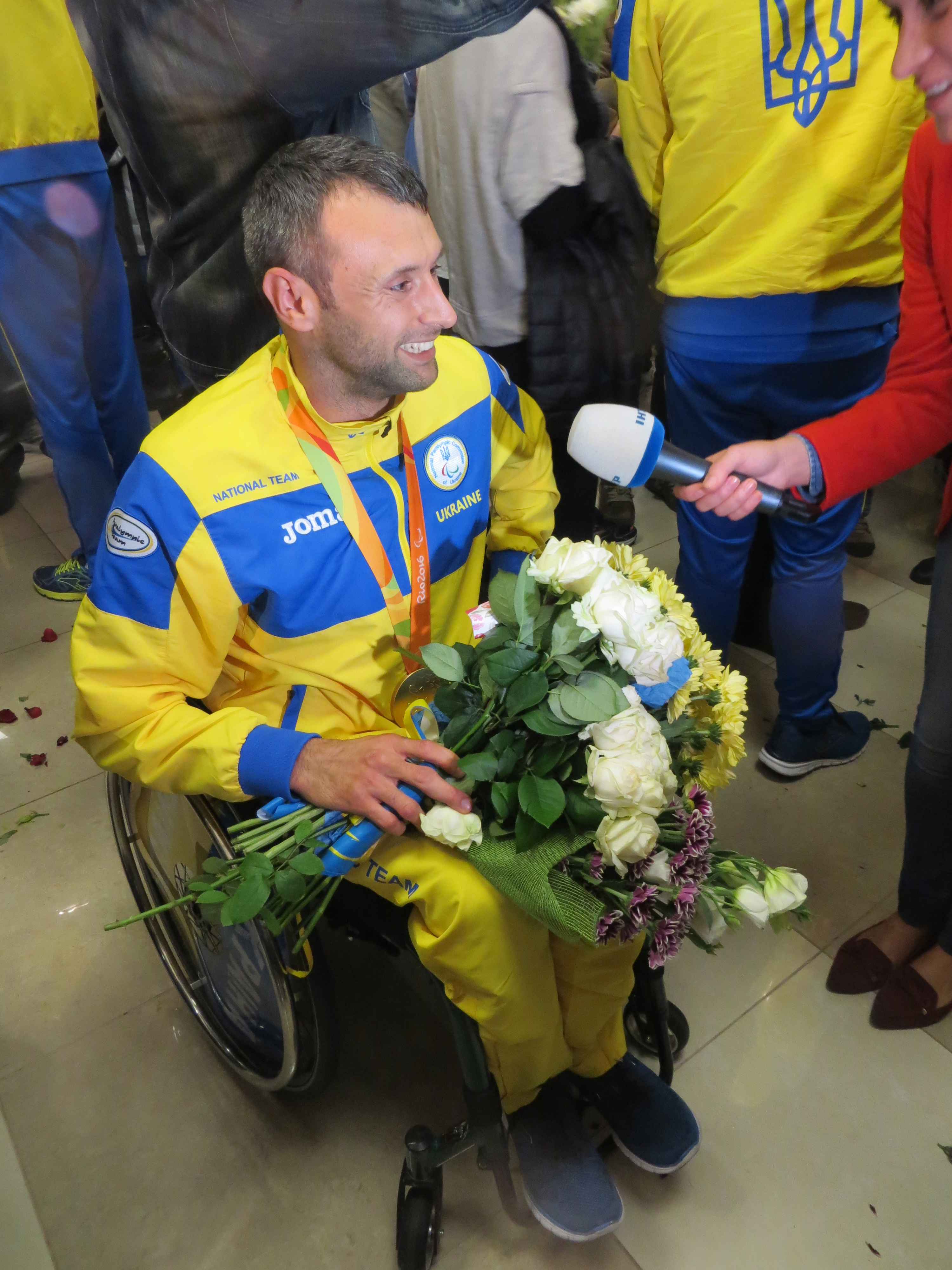
Антон Дацко в аеропорту «Бориспіль» після повернення з літніх Паралімпійських ігор 2016 року в Ріо-де-Жанейро

Дацко Антон Володимирович народився 24 травня 1983 року в місті Буськ, Львівської області. У 1990 році розпочав навчання у Буській ЗОШ 1-3 ступеня № 1, де навчався досить добре, і вчителям запам'ятався, як дуже активний, розумний та ввічливий учень. Ще в шкільному віці, хлопець зрозумів, що йому дуже подобається спорт, тому спробував себе у різних видах, але це були тимчасові захоплення. У віці 16 років (на той момент, Антон навчався в 11 класі) стався нещасний випадок: хлопець заліз на дерево, але не помітив ліній електропередач.
Лікарі поставили діагноз — травма хребта грудного відділу, проте юнак не впав духом та повернувся до школи.
У 2000 році Антон закінчив школу.
Після закінчення школи хлопець хотів вступити до Кам'янець-Подільського планово-економічного технікум-інтернату на менеджера по туризму, але бажання не збіглися з реальністю, тому у 2001 році хлопець вступив у Самбірське училище-інтернат швейників. Обрати цей заклад допомогла мама, якій імпонувала думка, що Антон буде кравцем. Навчання успішно закінчив у 2003 році, після якого йому запропонували роботу на Львівському швейному підприємстві «Силует».
У 2013 році вступив до Гуманітарного інституту Миколаївського національного університету ім. Адмірала Макарова на заочну форму навчання, де навчається на тренера.
Бере участь у різноманітних заходах з пропагування спорту для дітей та людей з інвалідністю, зокрема в рекреаційних іграх, покращення інфраструктури міст з огляду на людей на візках тощо.

## Спортивна кар'єра
У 2000—2001 роках розпочалася спортивна кар'єра Антона, коли він взяв участь в рекреаційних іграх і таборі активної реабілітації.
Важливою подією у житті хлопця стало знайомство з тренером по фехтуванню на візках — Андрієм Віталійовичем Колесниковим.
Антон почав займатися фехтування на візках з вересня 2003 року. Починаючи з 2011 року займав призові місця на всіх змаганнях, у яких брав участь. Станом на 2015 рік в Антона налічується більше сотні нагород.

### Перемоги
- 2004 рік — перша нагорода, третє місце в категорії «В» на рапірі на відкритому чемпіонаті Польщі; участь в Етапі Кубка Світу в Варшаві (Польща).
- Травень 2005 року — Етап кубку Світу в Лонато (Італія), де увійшов у вісімку найкращих.
- Листопад 2005 року — третє місце в категорії «В» на рапірі на Чемпіонаті Європи.
- Січень 2008 року — друге місце в категорії «В» на рапірі на Етапі Кубку Світу в Мальхові (Німеччина).
- 2010 рік — перше місце в категорії «В» на рапірі на Етапі Кубка Світу в Егері (Угорщина); друге місце на Чемпіонаті Світу в Парижі (Франція).
- 2011 рік — Антон виборов титул Чемпіона Європи по шаблі в Шефілді (Англія) і Чемпіона Світу по рапірі і шаблі в Катані (Італія); стає переможцем в Кубку Світу по шаблі в категорії «В».
- 2012 рік — друге місце в категорії «В» на рапірі на Паралімпійських Іграх в Лондоні (Англія); виборов Кубок Світу по рапірі в категорії «В». Став заслуженим майстром спорту з фехтування на візках.
- 2013 рік — Антон стає Чемпіоном Світу в команді на шаблі в Будапешті (Угорщина), разом з Андрієм Демчуком і Вадимом Цедриком; виборов Кубок Світу по рапірі в категорія «В».
- 2014 рік — Чемпіонат Європи в Страсбурзі (Франція): перше місце в категорії «В» на рапірі, перше місце на шаблі; перше місце на командній шаблі. Антон виграв Гран-Прі Гонконгу-2014 з фехтування на візках.
- 2015 рік –  Чемпіонат Світу Егер (Угорщина): перше місце в командній шаблі; друге місце на рапірі в категорія «В».
- 2016 рік — перше місце на Літніх Паралімпійських іграх 2016 у Ріо-де-Жанейро (Бразилія),[8] найкращий спортсмен IWAS у своїй категорії за підсумками року.[9]
- 2017 рік — перше місце на етапі Чемпіонату Світу в Егері (Угорщина); перше місце на етапі Кубку світу з фехтування на візках у Пізі (Італія);[10] друге місце на Чемпіонаті світу серед рапіристів (категорія В) в Римі (Італія),[11] поступившись британцю Дімітрі Кутя,[12] і третє місце в командних змаганнях, завдяки чому збірна України потрапила в трійку найкращих на чемпіонаті.[13]

## Улюблені цитати спортсмена
Шлях і ціль — є одно!
Життя є дуже складним, щоб ставитися  до нього серйозно.
Спаси себе самого, і навколо тебе спасуться тисячі!   